# Цінубані (Аґарі)
Цінубані (груз. წინუბანი) — село в Грузії.
За даними перепису населення 2014 року в селі проживає 251 особа.